# La Dormition de la Vierge (galerie Tretiakov)
Pour les articles homonymes, voir La Dormition de la Vierge.
La Dormition de la Vierge est une icône qui est peinte sur le revers de l'icône de La Vierge du Don qui se trouve à la Galerie Tretiakov à Moscou. Elle date de 1382-1395 et son auteur n'est pas connu avec certitude.